# Антисоцијални поремећај личности
Антисоцијални поремећај личности је поремећај личности који се карактерише дуготрајним непоштовањем или кршењем права других, као и потешкоћама у одржавању дугорочних веза. Често је очигледна слаба или непостојећа савест, као и историја кршења правила која понекад може довести до кршења закона, склоности ка злоупотреби супстанци, и импулсивног и агресивног понашања. Антисоцијално понашање често почиње пре 8. године, а у скоро 80% случајева, субјект ће развити прве симптоме до 11. године. Преваленција поремећаја достиже врхунац код људи старости од 24 до 44 године, а често се смањује код људи старости од 45 до 64 године.
У Сједињеним Државама, стопа антисоцијалног поремећаја личности у општој популацији процењује се између 0,5 и 3,5 процената. Међутим, подешавања могу у великој мери утицати на преваленцију овог поремећаја. У студији доктора медицине Доналда В. Блека, насумично узимање узорака од 320 новозатворених преступника показало је да је антисоцијални поремећај присутан код преко 35 процената испитаних.
Антисоцијални поремећај личности дефинисан је у Дијагностичком и статистичком приручнику за менталне поремећаје (ДСМ), док је еквивалентни концепт диссоцијалног поремећаја личности (ДПД) дефинисан у Међународној статистичкој класификацији болести и сродних здравствених проблема (ИЦД); примарна теоријска разлика између њих двоје је да се антисоцијални поремећај личности фокусира на уочљива понашања, док се диссоцијални поремећај личности фокусира на афективне дефиците. Иначе, оба приручника пружају сличне критеријуме за дијагностиковање поремећаја. Оба говоре да се њихове дијагнозе називају, или укључују оно што се назива, као психопатија или социопатија. Међутим, неки истраживачи су повукли разлике између концепата антисоцијалног поремећаја личности и психопатије, при чему многи истраживачи тврде да је психопатија поремећај који се преклапа са антисоцијалним поремећајем личности, али се разликује од њега.